# Violette Braun
 (février 2025).
Pour les articles homonymes, voir Braun.
Violette Braun, née le 15 septembre 2006, est une patineuse de vitesse française.

## Biographie
Violette Braun est originaire de Strasbourg et commence le roller au Bischheim Straasbourg Skating à un très jeune âge. En 2018, elle regarde les courses d'Alexis Contin aux Jeux olympiques et s'intéresse de loin au patinage de vitesse. Elle pratique néanmoins surtout le roller et est vice-championne du monde junior de roller sur route en septembre 2024 dans l'épreuve du 15 kilomètres à élimination,. La même année, elle est championne de France et d'Europe junior sur piste.
Elle se met au patinage de vitesse en octobre 2024, peu après la reprise de la discipline par la Fédération française de roller et skateboard, qui l'invite à trois stages en Allemagne. Elle dit préférer les sensations de la glace à celles du roller. Son entraînement, en dehors de stages à Berlin et à Inzell, se fait en roller en Alsace.
Avec Julia Nizan, elles participent au circuit de coupes du monde de patinage de vitesse dès le mois suivant, ce qu'aucune Française n'a réalisé depuis 1988. Violette Braun a atteint les minimas en trois semaines d'entraînement.
Aux championnats du monde 2025, elle part bien placée à la mass-start mais chute dans le dernier tour et finit vingt-troisième. Elle y est la plus jeune des qualifiées. Après la compétition, elle signe avec l'équipe professionnelle allemande de roller Powerslide pour la saison d'été. En parallèle de sa pratique sportive, elle suit une licence de droit à distance à l'université de Grenoble.